# 2269 Ефреміана
2269 Ефреміана (2269 Efremiana) — астероїд головного поясу, відкритий 2 травня 1976 року.
Тіссеранів параметр щодо Юпітера — 3,154.